# Lomaspilis conflua
Lomaspilis conflua är en fjärilsart som beskrevs av Embrik Strand 1900. Lomaspilis conflua ingår i släktet Lomaspilis och familjen mätare. Inga underarter finns listade i Catalogue of Life.